# Brito (sobrenome)

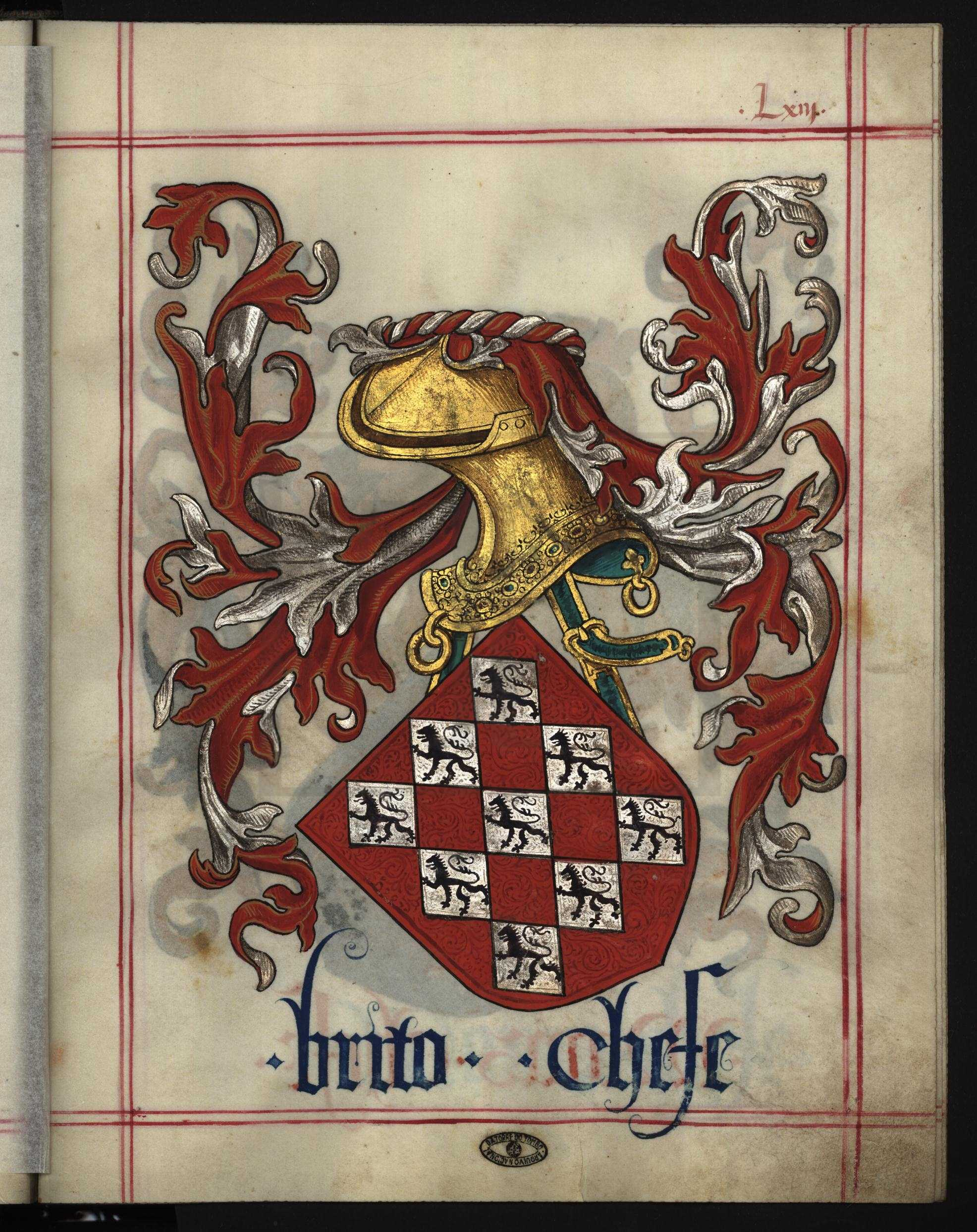
Brasão de Armas da Família Brito, no Livro do Armeiro-Mor (1509)

A família Brito tem raízes originárias na vila de Brito, por volta de 1033 da era cristã, onde vivia Dom Hero de Brito, Senhor de muitas herdades em Oliveira, Carrazelo e Subilhães, todas situadas entre o rio Ave e a Portela dos Leitões, região muito rica e onde se encontrava o Solar dos Brito. Dom Hero foi também fundador do Mosteiro de Oliveira, Par do Reino e Conselheiro do Rei de Castela e Leão, Dom Afonso V, tornando-se nobre da corte. Posteriormente, ao longo dos séculos, esta família teve oscilações no seu nível nobiliárquico.
O ramo primogénito da família Brito, morgados de Sâo Lourenço em Lisboa e de Santo Estavão em Beja, viria a herdar, por casamento, a casa dos viscondes de Vila Nova da Cerveira, depois Marqueses de Ponte de Lima, e a receber também o título de conde dos Arcos de Valdevez.  O 8.º conde deste título, D. Marcos de Noronha e Brito, foi o último (15.º) vice-rei do Brasil.
O 1.º conde dos Arcos teve também descendência em Espanha, nas casas dos Marqueses de Los Arcos  e dos Duques de Sotomayor.
No ano de 1608, o rei D. Filipe II de Portugal fez a concessão de novas armas a Filipe de Brito Nicote, como forma de pagamento pelos vários serviços que este deu à Coroa na conquista do Reino de Pegu e também na defesa da fortaleza de Seriam.

## Brasão de armas antigas
O brasão tem origem no ano de 1072, possuindo cor vermelha, com nove lisonjas em cor de prata, estas apontadas e firmadas nas bordas do escudo, postas em três fileiras com três lisonjas cada, na qual cada lisonja contêm um leão na cor púrpura, presente também no timbre do escudo.

## Novas armas atribuídas a Filipe Brito Nicote
Estas novas armas apresentam-se com um escudo cortado, sendo a primeira parte de cor vermelha, apresentando um castelo de ouro, lavrado a negro, encontra-se aberto e iluminado de azul. É flanqueado de seis besantes em cor de prata alinhados em pala, três à destra e três à sinistra. A segunda parte do escudo apresenta-se em cor de prata, ondado de azul.
O Timbre é o castelo do escudo, encimado por um dos besantes.